# 北京地下鉄DKZ10型電車
北京地下鉄DKZ10型電車（ペキンちかてつDKZ10がたでんしゃ）は、北京地下鉄13号線で運転されていた試験車。すでに運用からは引退している。

## 概要
DKZ10型電車は2005年に長春軌道客車股份有限公司で1編成（4両）生産された。

## 編成
両端の先頭車が制御車、中間車2両が電動車、MT比2M2Tの4両編成である。
|            | DKZ10      |           |           |            |
| 車廂編號   | 1          | 2         | 3         | 4          |
| 集電靴     | 有         | 有        | 有        | 有         |
| 形式区分   | H4571 (Tc) | H4572 (M) | H4573 (M) | H4574 (Tc) |
| その他設備 |            |           |           |            |
| 搭載機器   | SIV        | CP        | CP        | SIV        |
| 自重       | 30.0t      | 35.0t     | 35.0t     | 30.0t      |
| 定員       | 226人      | 244人     | 244人     | 226人      |

| スタブアイコン | サブスタブ | この項目は、まだ閲覧者の調べものの参照としては役立たない、鉄道に関連した書きかけの項目です。この項目を加筆・訂正などしてくださる協力者を求めています（P:鉄道/PJ:鉄道）。 |